# The Spider Woman
The Spider Woman is een Amerikaanse detectivefilm uit 1944, geregisseerd door Roy William Neill en gebaseerd op het personage Sherlock Holmes. Het is de zevende van de Sherlock Holmes-films met Basil Rathbone als Holmes en Nigel Bruce als Dr. Watson. Tevens is het de eerste van deze films zonder de naam "Sherlock Holmes" in de titel.
De film combineert elementen uit de roman Het teken van de vier en de korte verhalen The Dying Detective, The Final Problem, The Speckled Band en The Adventure of the Devil's Foot.

## Verhaal
Holmes zet zijn eigen dood in scène om zo een aantal bizarre zelfmoorden te onderzoeken. Hij is ervan overtuigd dat deze te maken hebben met "een vrouwelijke Moriarty". Holmes ontdekt dat alle slachtoffers rijke gokkers waren. Onder het alias van "Rajni Singh", een Indiase officier, gaat hij de Londense casino's langs.
Al snel ontdekt hij de dader van de "zelfmoorden": Adrea Spedding. Ze zoekt rijke mannen uit, laat hun levensverzekering overnemen door een handlanger, en doodt hen vervolgens. Om in haar buurt te komen, probeert Holmes haar aandacht te trekken, hopend dat ze hem als volgend slachtoffer neemt. Het plan slaagt. Hij ontdekt dat ze als moordwapen een vogelspin gebruikt, waarvan het gif zo’n helse pijn veroorzaakt bij het slachtoffer dat deze zichzelf doodt. Holmes vindt ook voetsporen van een kind.
Holmes zoekt Watson weer op, en gaat samen met hem naar archeoloog Matthew Audway, van wie Holmes vermoedt dat hij Spedding de vogelspinnen heeft gegeven. In plaats van de echte Audway treffen ze een man aan die zich voordoet als Audway. Holmes doorziet het bedrog, maar de man kan ontkomen. Holmes vindt niet veel later het lichaam van de echte Audway, evenals een paar van zijn dagboeken. Daarin wordt gesproken van iets of iemand uit Zuid-Amerika, die immuun zou zijn voor het vogelspingif. Dit komt voor Holmes als een verrassing. De situatie wordt echter duidelijk wanneer ze een klein skelet vinden, dat volgens Watson afkomstig is van een pygmee.
Holmes en Watson zetten hun onderzoek voort op een kermis. Daar wordt Holmes gevangen door Spedding en haar bende. Hij kan ontsnappen en haalt de politie erbij. Spedding en haar bende, inclusief een pygmee, worden gearresteerd.

## Cast
| Acteur           | Personage           |
| ---------------- | ------------------- |
| Basil Rathbone   | Sherlock Holmes     |
| Nigel Bruce      | John H. Watson      |
| Gale Sondergaard | Adrea Spedding      |
| Vernon Downing   | Norman Locke        |
| Dennis Hoey      | Inspecteur Lestrade |
| Alec Craig       | Radlik              |
| Arthur Hohl      | Adam Gilflower      |
| Mary Gordon      | Mrs. Hudson         |
| Teddy Infuhr     | Larry               |

## Achtergrond
- Gale Sondergaard speelde de rol van Adrea Spedding ook in een tweede film, The Spider Woman Strikes Back uit 1946. Dit is echter geen Holmes-film.
- Op de kermis ziet men onder andere een schiettent met daarin karikaturen van Hitler, Mussolini en Hirohito.